# Laurent Lefèvre

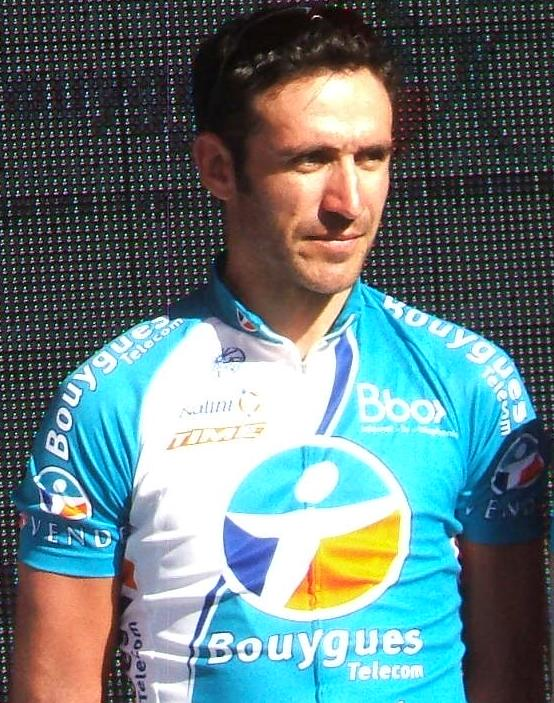
Laurent Lefèvre

Laurent Lefèvre (n. 2 de julho, 1976 em Maubeuge) é um ciclista profissional francês que participa de competições de ciclismo de estrada. Seu principal triunfo é uma vitória de etapa no Critérium du Dauphiné Libéré de 2003.